# Trinodes sinensis
Trinodes sinensis is een keversoort uit de familie spektorren (Dermestidae). De wetenschappelijke naam van de soort werd in 1886 gepubliceerd door Léon Marc Herminie Fairmaire.